# Newcastle United Jets FC
Newcastle United Jets Football Club je australski nogometni klub iz Newcastlea koji se trenutačno natječe u A-League, čiji je prvak bio sezone 2007./08. Domaće utakmice igra na EnergyAustralia Stadiumu. Osnovan je 2000., te je jedan od tri kluba A-League koji je postojao i prije njenog nastanka. 

## Trofeji
- A-League:
  - Prvaci (1): 2007./08.

## Vanjske poveznice
- Službena stranica

| A-League 2009./10. | A-League 2009./10. |
| --- | ------------------ |
| |                    |
| Adelaide United • Brisbane Roar • Central Coast Mariners • Gold Coast United • Melbourne Victory • Newcastle Jets • Perth Glory • North Queensland Fury • Sydney FC • Wellington Phoenix |                    |

| A-League 2009./10. | A-League 2009./10. |
| --- | ------------------ |
| |                    |
| Adelaide United • Brisbane Roar • Central Coast Mariners • Gold Coast United • Melbourne Victory • Newcastle Jets • Perth Glory • North Queensland Fury • Sydney FC • Wellington Phoenix |                    |